# In the Light
In the Light è un brano musicale della hard rock band britannica Led Zeppelin, inserita nell'album Physical Graffiti pubblicato nel 1975.

## Panoramica
La maggior parte della composizione della canzone si deve a John Paul Jones, bassista e tastierista del gruppo, che in questo caso si cimenta con il sintetizzatore. La melodia è basata su una precedente composizione del gruppo chiamata In the Morning (conosciuta anche come Take Me Home). Il suono unico e particolare dell'intro è opera di Jimmy Page che fa uso di un archetto di violino per suonare una chitarra acustica. La tecnica era già stata utilizzata da Page su chitarra elettrica in precedenti canzoni come Dazed and Confused e How Many More Times.
In un'intervista con il giornalista Cameron Crowe, Robert Plant indica la canzone come uno dei momenti migliori dei Led Zeppelin. Anche Jimmy Page esprime il suo favore per la traccia definendola una delle sue preferite nell'album Physical Graffiti.
In the Light non è mai stata riproposta live dai Led Zeppelin. Plant era favorevole alla presentazione live della canzone, ma la completezza del suono emessa dal sintetizzatore in studio non poteva essere riproposta sul palco da Jones. Fu così che venne accantonata l'idea del live.
Jimmy Page ha riprodotto live il pezzo con la collaborazione dei Black Crowes nel loro tour del 1999. Sebbene questa non sia inclusa nell'album Live at Greek, può essere trovata come bonus track nella versione giapponese pubblicato nel 2000.
Il brano è presente nei titoli di coda della decima puntata della serie Netflix Mindhunter.

## Artisti
- Robert Plant – voce
- Jimmy Page – chitarra
- John Paul Jones – basso, clarinetto, sintetizzatore
- John Bonham – batteria